# Домачевский строй

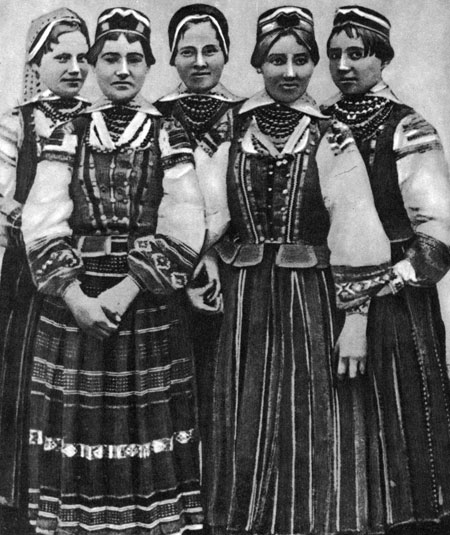
Домачевский строй. Праздничные наряды девушек и молодых женщин. Черск. Брестский район. 1910-е годы

Домачевский строй — традиционный комплекс украинского и белорусского национального костюма в Западном Полесье. Бытовал в окрестностях г. п. Домачево, на юго-западе Брестского и Малоритского районов (вдоль р. Буг), на территории Польши (окрестности г. Влодава) и в юго-западных районах Волынской области.

## Женский костюм
Женский костюм состоял из рубашки, юбки — рабака, фартука, корсета. Рубашка имела широкий (12-15 см) отложной воротник, вышитый по краям. Украшалась малиновым со вкраплениями черного орнаментом гладких пунктирных полос на плечевой вставке, верхней и нижней частях рукава. Нижняя узорчатая кайма рукава доминировала под верхними полосами орнаментом звезд, крестиков, зигзагов и др. Юбку и фартук (однополковый) шили из одинаковой по качеству и цвето-орнаментальному решению домотканой полушерстяной или льняной ткани, гладили в крупные складки. Все поле юбки заполняли красные, зеленые, белые, голубые, черные продольные или поперечные полосы. Неотъемлемой частью костюма детей, девочек и подростков был корсет (корсет-безрукавка и корсет с рукавами — кабат). Женские корсеты шили из тонкой голубой шерсти фабричного изготовления, спереди богато украшали разноцветными тесёмками, лентами, пуговицами, декоративной строчкой. Проще были корсеты из валяного (войлочного) домотканого темно-коричневого сукна. Головной убор замужних женщин — красный капюшон (с боковыми ушками и зубцом надо лбом), видимую сторону которого украшали кружевом, золотистой тесьмой. Поверх капюшона накладывали свернутый в валик накрахмаленный пестрый магазинный платок.

## Мужской костюм
Мужчины носили белую рубашку со стояче-отложным накрахмаленным воротником, подпоясонную узким тканым поясом, коричнево — серые брюки и корсет с рукавами или без рукавов (отделывали витым или плетеным запятой разноцветным шнуром и тесьмой). На голову надевали соломенные шляпы с черной лентой.